# Tête-de-chat

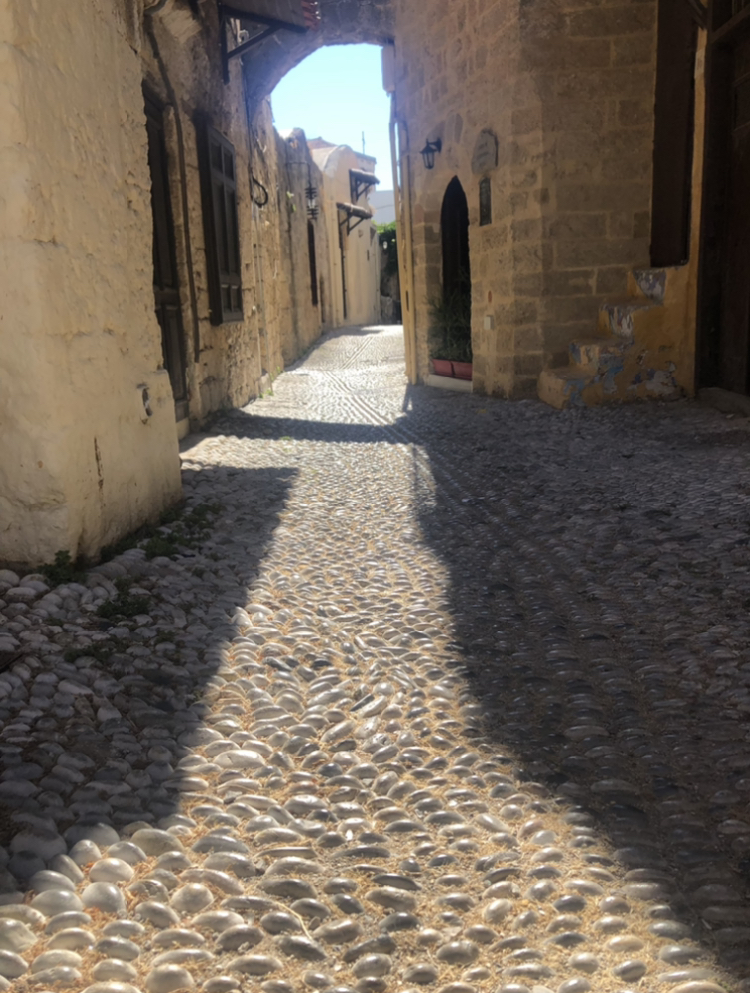
Pavage tête-de-chat dans la citadelle de Rhodes.

 Le pavage tête-de-chat est un revêtement de voirie en galets arrondis, parfois sommairement taillés sur leur face supérieure pour limiter les cahots.

## Description
Les cailloux roulés, parfois taillés sur place, étaient utilisés jadis pour paver rues et chemins ruraux,. Leur utilisation décroît en France à partir du XVe siècle.
Ces pavés présentent l’inconvénient de se polir rapidement et de devenir glissants.
En Provence une rue revêtue de tels galets est dite « calade », « caladée » ou « en calade ».
D’une façon plus générale une « tête-de-chat » caractérise un moellon trop arrondi.

## Fabrication
La méthode de fabrication du pavage têtes de chat consiste à planter les pierres côte à côte tels quels par une de leurs extrémités.

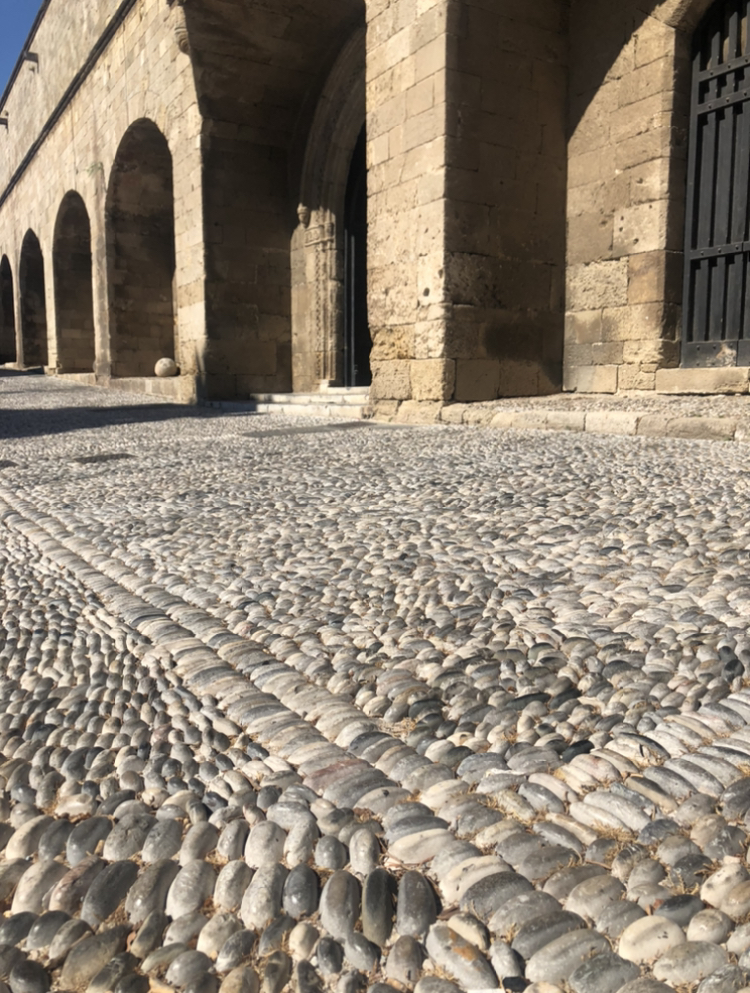
Pavage devant l’entrée de l'hospice des chevaliers à Rhodes.